# Hr.Ms. Van Nes (1967)
Hr.Ms. Van Nes (F 805) is een Nederlands fregat van de Van Speijkklasse. Het schip is genoemd naar de 17e-eeuwse Nederlandse marineofficier Aert Jansse van Nes en is het vierde schip vernoemd naar Van Nes. De Nederlandse scheepswerf de Koninklijke Maatschappij de Schelde nam de bouw van het schip voor de rekening.
Na de uitdienstname is het schip verkocht aan Indonesië. Bij de Indonesische marine doet het schip dienst als Oswald Siahaan.

## Trivia
- Op 29 augustus 1970 kwam het fregat in actie op de Noordzee, omdat Kees Manders zou hebben geprobeerd met een sleepboot het zendschip MEBO II te kapen.[3]